# 日本基督教団八代教会
日本基督教団八代教会（にほんきりすときょうだん やつしろきょうかい）は、熊本県八代市にあるメソジスト系の日本基督教団の教会である。
1885年（明治18年）に長老飛鳥賢次郎と神学生の値賀虎之介が八代町字本町で宗教講演会を開き、その後、メソジスト宣教師デヴィソンと市来敬太郎]どの伝道の結果、1886年（明治19年）5月に荒木才五郎方に八代メソジスト教会と称する伝道所が開設され、市来敬太郎が初代牧師になった。
1892年（明治25年）に八代小学生不敬事件が起こる。1923年に細工町平島熊吉方を借り入れて八代市袋町に土地を購入し、新会堂を建設した。D・S・スペンサーが援助をする。
1927年（昭和2年）に会堂と牧師館を新築するが、1933年（昭和8年）1月に会堂を焼失する。1933年6月に新会堂を献堂する。1941年（昭和16年）に日本基督教団に合同する。